# Elisabetta Sirani

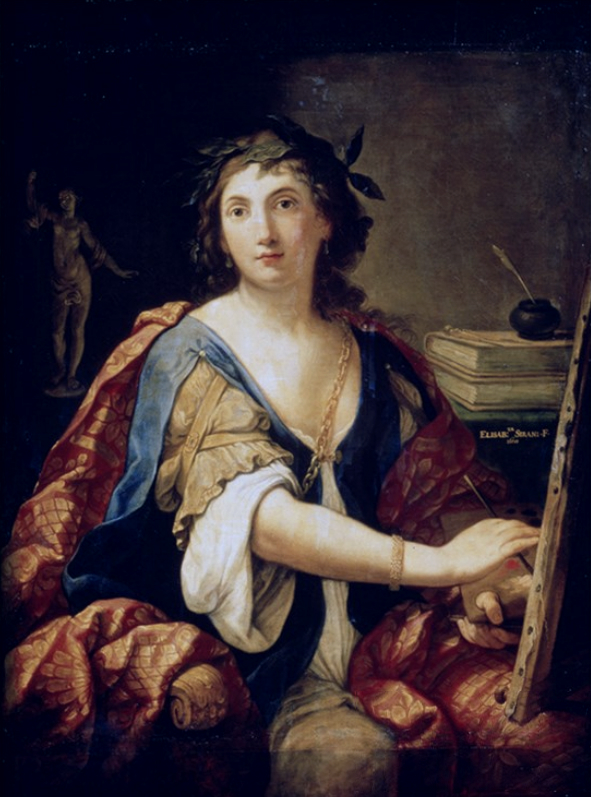
Autorretrato de Elisabetta Sirani, Museo Pushkin, Moscú.

Elisabetta Sirani (Bolonia, 1638 – Bolonia, agosto de 1665) fue una pintora italiana de estilo barroco y uno de los últimos representantes de la escuela boloñesa del siglo XVII a la que se le atrubuyen más de 200 obras. 

## Biografía

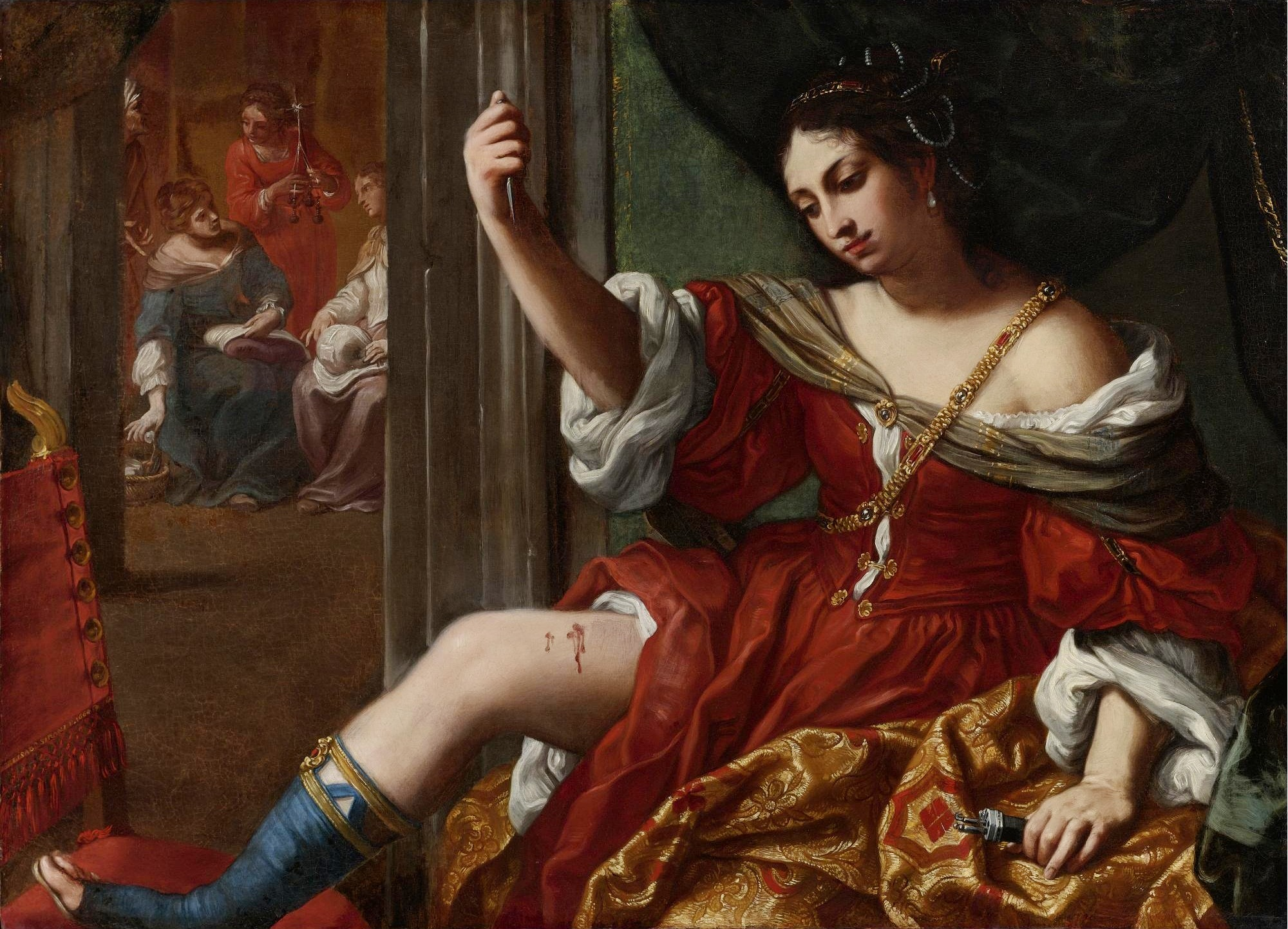
Porcia hiriéndose en la pierna (Fundación Miles de Houston).

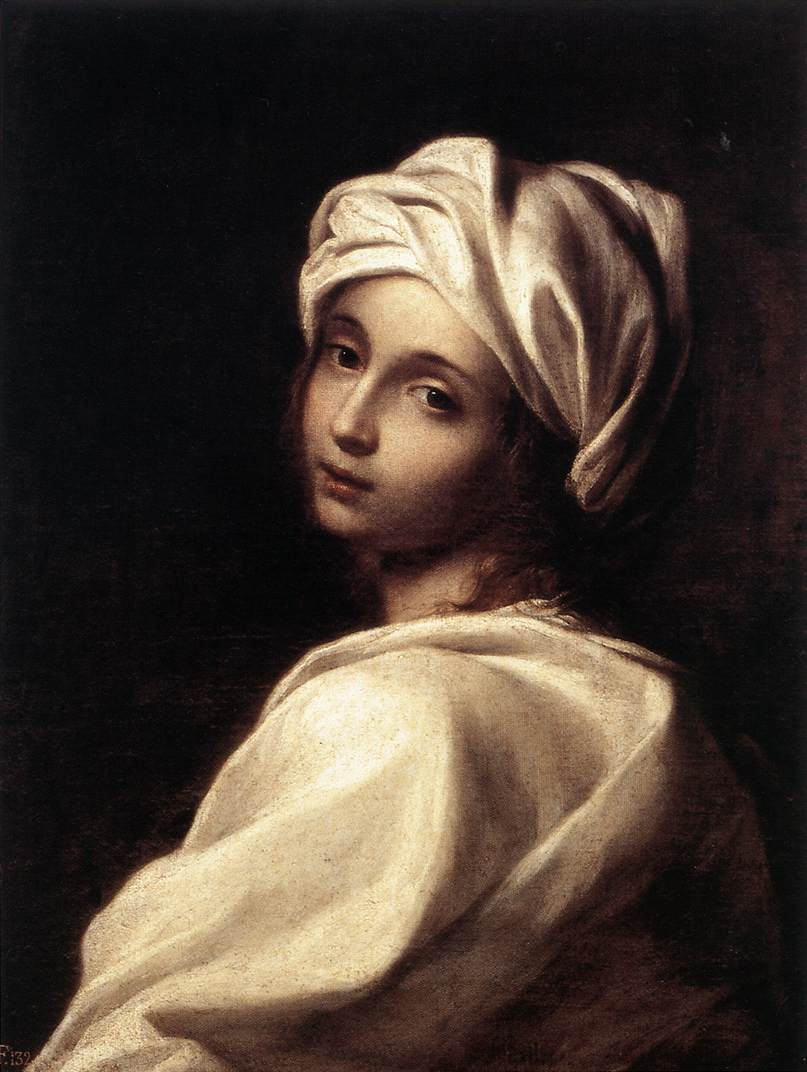
Retrato de Beatrice Cenci.

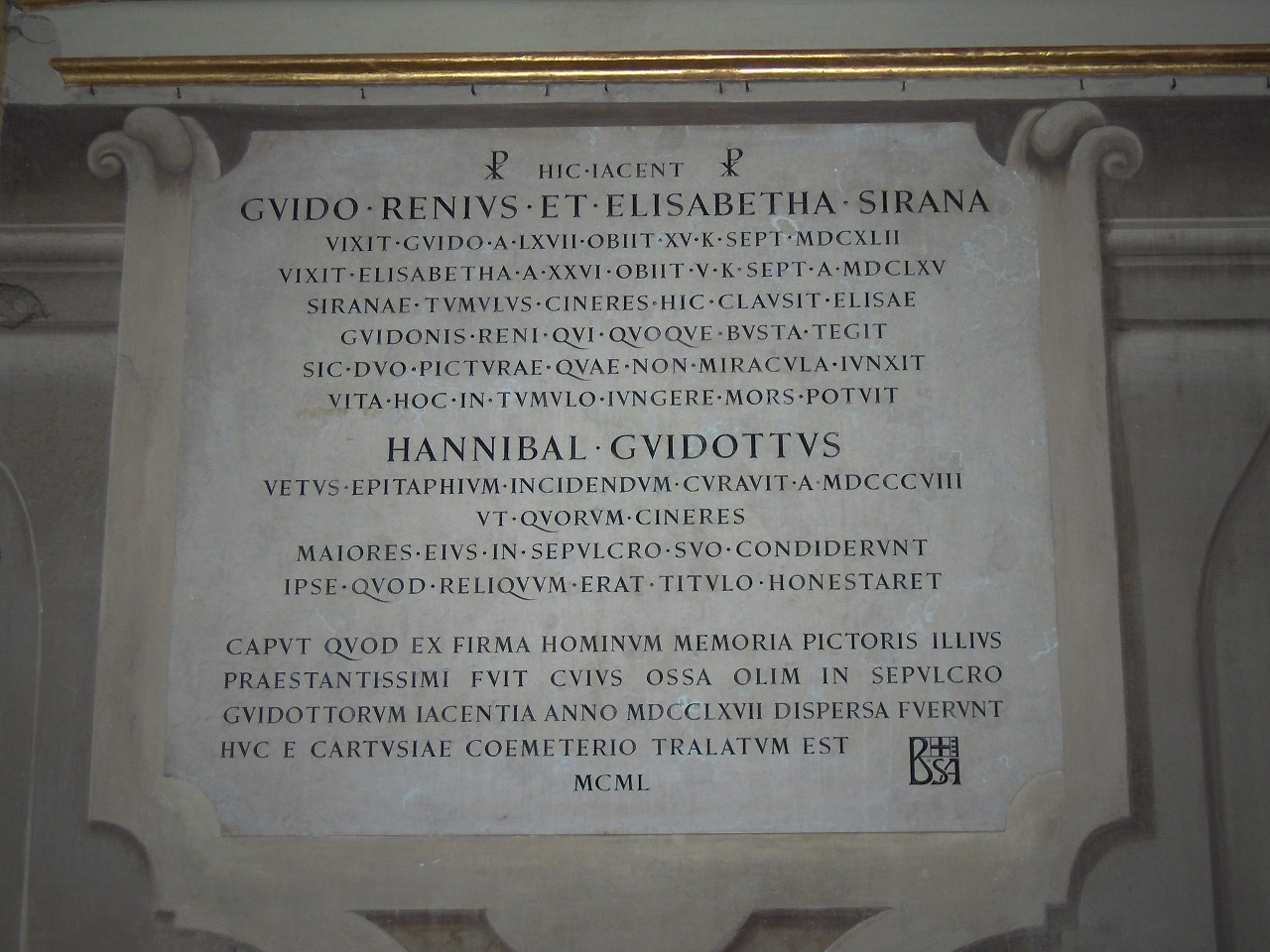
Lápida de la tumba de Elisabetta Sirani y Guido Reni, en Bolonia.

Hija de Giovanni Andrea Sirani, principal ayudante de Guido Reni, apenas hay datos sobre su formación artística. Se supone que por su condición de mujer, Elisabetta no pudo acceder a una academia y tuvo que aprender únicamente en el taller paterno. Su escasa destreza en el dibujo anatómico se explicaría porque no se le permitió dibujar desnudos con modelos vivos.
Sirani se inició en la pintura hacia 1650, con el apoyo de su futuro biógrafo, el conde Carlo Cesare Malvasia, influyente crítico. Una de sus primeras obras fue el San Jerónimo en el desierto de la Pinacoteca Nazionale de Bolonia. Ya en 1657, con 19 años, se hizo pintora profesional, y más adelante llegó a gestionar el taller familiar. Cuando su padre quedó inválido por la gota, ella tuvo que mantener a su familia con su arte, y se cree que la necesidad económica le forzó a trabajar con singular rapidez.
Prolífica, modesta en el trato y de reconocida belleza, Sirani alcanzó un temprano renombre en Europa. Su especialidad fueron las pinturas religiosas, de la Virgen con el Niño y la Sagrada Familia, que producía velozmente pero con un buen acabado. Su taller fue visitado por coleccionistas y curiosos llegados desde lejos, y entre sus clientes se cuenta al Gran Duque Cosme III de Médici. 
La muerte de Elisabetta Sirani estuvo envuelta en la controversia, ante las sospechas de que fue envenenada por una criada, aunque ésta fue absuelta de las acusaciones y una autopsia reveló que la pintora había sufrido varias úlceras de estómago. Hubo quien culpó de ello a su padre, por haberla sobrecargado de trabajo.
Su funeral, que incluyó música e intervenciones poéticas, lo presidió su efigie esculpida a tamaño natural, dispuesta sobre un gran catafalco.
Actualmente, los restos de Elisabetta y su maestro Guido Reni reposan juntos, en la Basílica de Santo Domenico de Bolonia.

## Obra
Aunque su prematura muerte, en agosto de 1665, limitó su carrera a apenas una década, Sirani dejó una producción sorprendentemente amplia: 200 pinturas, así como dibujos y diversos grabados. 
La amplitud de la producción pictórica de Sirani ha hecho pensar en una participación masiva de ayudantes, ya que sus hermanas Barbara y Anna Maria eran también pintoras y tuvo por discípulas a más de doce mujeres, que llegaron a ejercer profesionalmente. La artista hizo demostraciones públicas en respuesta a quienes cuestionaban la autoría de sus cuadros.
En sus dibujos a lápiz y tinta, Sirani introducía fuertes contrastes de luces. Ejemplo de ello es su Caín matando a Abel del Castillo de Windsor. En sus pinturas, sin embargo, Sirani fue menos personal y suavizó el claroscuro con sombras tostadas, más en consonancia con la escuela boloñesa. Por lo general, sus composiciones son de formato medio y simples en cuanto a diseño, y mantienen un tono agradable y decorativo de indudable atractivo comercial.
Así mismo, en la mayoría de sus creaciones la autora retrató a sus heroínas de una forma peculiar, ya que a diferencia de otros autores de la época, no las pinta de una forma erotizada, sino que las muestra como luchadoras y fuertes.
La presencia de Sirani en colecciones españolas parece reducirse a dos pinturas formando pareja, La Virgen y Ángel de la Anunciación, que hasta fecha reciente estaban repartidas entre el Palacio de Monterrey de Salamanca y el Palacio de Liria de Madrid (ambos, propiedad de la Casa de Alba). Actualmente cuelgan juntas en el palacio madrileño.

## Obras destacadas
- Porcia hiriéndose en la pierna (Fundación Miles, Houston, EE. UU.)
- Autorretrato (1658, Museo Pushkin de Moscú)
- Alegoría de la Música (1659, Wallraf-Richartz Museum, Colonia)
- Cupido durmiente (1660, Uffizi, Florencia), atribución dudosa.
- Retrato de Beatrice Cenci (1662, Galleria Nazionale d'Arte Antica, Roma)
- San Antonio de Padua adorando al Niño Jesús (1662, Pinacoteca Nacional de Bolonia)
- Virgen con el Niño (1663, National Museum of Women in the Arts, Washington)
- Virgen con el Niño (Quadreria dei Girolamini, Nápoles)
- Melpómene, musa de la Tragedia (National Museum of Women in the Arts, Washington)
- San Juan Bautista joven (Museo Soumaya, Ciudad de México)